# Corey Hawkins (Schauspieler)

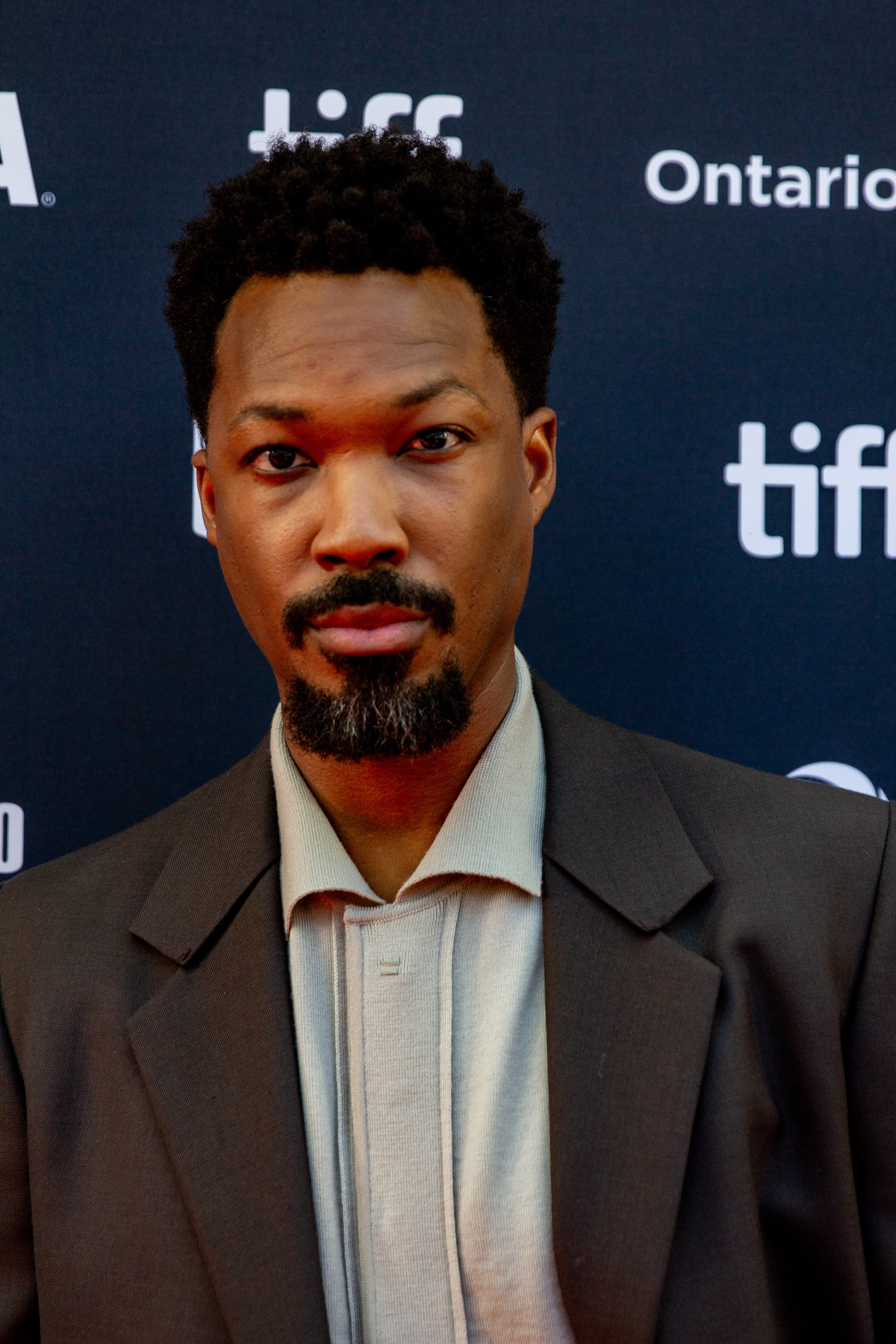
Corey Hawkins (2024)

Corey Hawkins  (* 22. Oktober  1988 in Washington, D.C.) ist ein US-amerikanischer Filmschauspieler.
Er ist bekannt für seine Rolle als Dr. Dre in Straight Outta Compton und als Heath in The Walking Dead.
2018 wurde er in die Academy of Motion Picture Arts and Sciences berufen, die jährlich die Oscars vergibt.

## Filmografie
- 2011: Royal Pains (Fernsehserie, Folge 3x04)
- 2012: Before the War
- 2013: Iron Man 3
- 2014: Non-Stop
- 2014: Romeo and Juliet
- 2015: Straight Outta Compton
- 2015–2016: The Walking Dead (Fernsehserie, 5 Folgen)
- 2017: 24: Legacy (Fernsehserie, 13 Folgen)
- 2017: Kong: Skull Island
- 2018: BlacKkKlansman
- 2019: Georgetown
- 2019: 6 Underground
- 2021: In the Heights
- 2021: Macbeth (The Tragedy of Macbeth)
- 2022: Survive
- 2023: Die letzte Fahrt der Demeter (The Last Voyage of the Demeter)
- 2023: Die Farbe Lila (The Color Purple)
- 2024: The Piano Lesson
- 2025: Poker Face (Fernsehserie, Folge 2x07)